# Parti travailliste socialiste
Ne doit pas être confondu avec Parti social-démocrate et travailliste, Parti socialiste de Grande-Bretagne ou Parti socialiste (Angleterre et pays de Galles).
Pour les articles homonymes, voir Parti travailliste, Parti socialiste et Parti socialiste des travailleurs.
Le Parti travailliste socialiste (Socialist labour party, abrégé en SLP) est un parti politique britannique fondé en 1996 par l'ancien dirigeant syndical Arthur Scargill. Le parti travailliste britannique est apparu à cette période là comme un "nouveau parti pour un nouveau siècle", brisant la domination électorale des partis libéral et conservateur. Depuis sa création, le parti travailliste a connu plusieurs périodes de grand succès électoral et de popularité auprès de la population. Il a ainsi pu modifier le Royaume-Uni grâce à ses politiques. Mais le parti a également connu de longues périodes d'échec et des défaites électorales importantes.

## Historique
Le Parti travailliste socialiste est né en 1996 d'une scission du Parti travailliste, en réaction à la réécriture par Tony Blair de la Clause IV des statuts du Parti, qui supprimait la référence à la propriété collective des moyens de production. Considérant cette évolution comme un abandon des principes socialistes, Arthur Scargill, alors président du syndicat des mineurs, exprime son opposition au blairisme en faisant sécession et en lançant son propre parti.
Le mouvement de Scargill ne remporte guère de succès auprès des électeurs britanniques. Il se présente aux élections de 1997 - qui voient la victoire de Blair - et de 2001, mais n'obtient aucun élu. Scargill lui-même, qui se présente en 1997 et en 2001, n'obtient que 2,4% des voix lors du second scrutin. En 2004, le Parti connait une scission : sa branche la plus radicale, exclue par Scargill, fonde le Parti communiste de Grande-Bretagne (Marxiste-léniniste), un groupuscule partisan de la Corée du Nord. 
Le Parti socialiste travailliste, qui prône la sortie de l'OTAN et de l'Union européenne, la semaine de quatre jours, la « fin du capitalisme », l'abolition de la monarchie, et la suppression des grandes écoles « élitistes », se présente à nouveau lors des élections de 2010 et de 2015, échouant à nouveau à obtenir des députés.  Il obtient son seul score à deux chiffres en 2010 dans la circonscription de Glasgow North East, où son candidat attire 14,2% des suffrages. En 2014, trois conseillers locaux du Parti travailliste rejoignent le Socialist labour party, mais ils perdent leurs sièges peu après lors des élections locales. Les résultats du parti plafonnent à 1,7% lors des élections générales de 2015.
Afin de répondre au besoin de neutralité carbone, le parti a décidé de prendre des mesures, notamment grâce à des réformes économiques. Le parti a souligné la menace que représente le "retard du carbone" et l'inaction du gouvernement.